# Millardia kondana
Millardia kondana là một loài động vật có vú trong họ Chuột, bộ Gặm nhấm. Loài này được Mishra & Dhanda mô tả năm 1975.